# Call of Duty: Roads to Victory
Call of Duty: Roads to Victory (Call of Duty 3 i Australien) är titeln på ett spel utvecklat av Amaze Entertainment och publicerat i mars 2007 av Activision för Playstation Portable. Spelet utspelar sig under andra världskriget där man spelar som tre olika soldater från USA, Kanada respektive Storbritannien. 

## Gameplay
Singelplayerläget i spelet är uppdelat i 3 delar, en amerikansk, en kanadensisk och en brittisk kampanj. Alla de olika kampanjerna är utspelade i olika krigsoperationer och strider från andra världskriget, bland annat Operation Market Garden. Spelet har totalt 14 uppdrag.
I spelets flerspelarläge kan upp till 2-6 spelare spela trådlöst via ad hoc i nio olika banor. Det finns 5 olika uppdragstyper: Deathmatch, Team Deathmatch, King of the Hill, Capture the Flag och Hold the Flag.